# معهد الفكر الإسلامي المعاصر
معهد الفكر الإسلامي المعاصر (بالإنجليزية: Institute of Contemporary Islamic Thought، ويعرف اختصترًا: ICIT) هو مركز بحثي، ومركز إسلامي نشط. يصف معهد الفكر الإسلامي المعاصر نفسه بأنه «المركز الفكري الدولي للحركة الإسلامية العالمية. ويتألف من نشطاء أفراد وصحفيين وأكاديميين في جميع أنحاء العالم يشتركون في التزام مشترك بتطوير الأفكار الاجتماعية والسياسية للحركة الإسلامية، والترويج لها على أنها نظرة عالمية بديلة لنظرة الحضارة الغربية. انطلاقا من التوجيهات الواردة في خطبة الوداع، فإن الكثير من عمل المعهد هو إنتاج منشورات وتقديم برامج تنمي الشخصية الإسلامية، وتدعم العدالة الاقتصادية، وتحمي العدالة الاجتماعية».
تم تأسيس المعهد في عام 1998 من قبل شركاء كليم صديقي (1931-1996) مدير المعهد الإسلامي في لندن. من بين الأعضاء المخرج ظفر بانجاش من تورنتو من أونتاريو كندا، محمد العاصي والإمام عبد العليم موسى من واشنطن، وإقبال صديقي من لندن وهو الآن رئيس تحرير مجلة الهلال الدولي.
مجلة الهلال الدولي هي مجلة إخبارية شهرية مرتبطة بـ معهد الفكر الإسلامي المعاصر، وتنشر من كندا. وهي عبارة عن استمرار لجريدة محلية للجالية الباكستانية في تورنتو تأسست في أوائل السبعينيات، حولها كليم صديقي إلى مجلة إخبارية دولية في عام 1980. عمل صديقي كمحرر من 1975 إلى 1998. نُشرت الطبعة العربية بمسمى الهلال الدولي من 1986 إلى 1989. بين عامي 1998 و2008 تم تحرير المجلة بواسطة إقبال صديقي. تدار الآن من قبل هيئة تحرير مؤلفة من ظفر بنجاش وعفيف خان والإمام محمد العاصي.
ومن بين المساهمين الرئيسيين الآخرين الإمام محمد العاصي من واشنطن العاصمة والذي يتم إجراء تسلسل لتفسيره، ومحمد شيخ في لندن، وبرويز شافي من باكستان. المحرر السابق إقبال صديقي هو الآن كاتب عمود. كما يتم نشر الهلال الدولي على الإنترنت، تحت اسم «مسلم ميديا»، مع تحليل إخباري يومي.